# Callispa semirufa
Callispa semirufa es un coleóptero de la familia Chrysomelidae. Fue descrita científicamente por primera vez en 1895 por Kraatz.